# Elena Efimovna Kuzmina
Elena Efimovna Kuzmina (em russo:  Еле́на Ефи́мовна Кузьмина́, 13 de abril de 1931 – 17 de outubro de 2013) foi uma arqueóloga russa. Ela era a chefe de pesquisa do Instituto Russo de Pesquisas Culturais. Ela liderou 25 expedições arqueológicas e participou de mais de cem, principalmente na região das estepes da Eurásia.
Ela recebeu seu diploma de Candidata de Ciências em arqueologia em 1964 na Universidade Estadual de Moscou, e seu diploma de Doktor nauk em 1988. Foi professora titular de arqueologia de 1988 a 2013.
Ela foi a principal acadêmica do Instituto Russo de Pesquisa Cultural. Ela também foi acadêmica, membro da Academia Russa de Ciências Naturais (1988), membro correspondente do Instituto Arqueológico Alemão (1982), membro da Società Iranologica Europea (1996) e da Associação Europeia de Arqueólogos do Sul da Ásia.
Em 2009, ela ganhou o Prêmio Mundial do Irã de livro do ano por seu livro As Origens dos Indo-iranianos.

## Obras publicadas
Kuzmina publicou mais de 300 artigos e 15 livros sobre a arqueologia das estepes euro-asiáticas, as origens e migrações dos indo-iranianos, sua mitologia, artes e ensaios sobre políticas de museus.
Algumas de suas obras notáveis são:
- "Откуда пришли индоарии" (De onde vieram os indo-arianos ) (Moscou, 1994) - em russo.
- "Мифология и искусство скифов и бактрийцев" (mitologia e arte dos citas e bactrianos) (Moscou, 2002) - em russo.
- A Origem dos Indo-iranianos (Elena E. Kuz'mina, editado por JP Mallory; Brill, 2007) - em inglês.[5]
- A Pré-história da Rota da Seda (editado por Victor H. Mair; Filadélfia, 2008) - em inglês.[6]

## A origem dos indo-iranianos
A Origem dos Indo-iranianos, que é uma versão atualizada e ampliada de De onde vieram os Indo-iranianos?, tem sido chamada de sua "magnum opus" e "o exame mais exaustivo até hoje dos proto-indo-iranianos", acrescentando decisivamente sua voz ao debate sobre as origens dos indo-iranianos e, mais geralmente, dos indo-europeus. A tese apresentada no livro é que várias tribos geneticamente relacionadas se consolidaram em torno das estepes que representam o horizonte de Andronovo e que, por várias razões, as tribos que falam línguas iranianas surgiram como as dominantes entre elas. Kuzmina apresenta seu caso com base em extensas evidências arqueológicas. Espera-se que o livro forme uma base para o estudo do zoroastrismo, fornecendo um pano de fundo espacial e temporal para a evidência literária fragmentária, bem como para o estudo da civilização Harappa tardia e da religião pré-védica.